# Кролівка
Кролі́вка — село Бородінської селищної громади, у Болградському районі Одеської області України. Населення становить 89 осіб.

## Історія
12 червня 2020 року, відповідно до Розпорядження Кабінету Міністрів України від № 724-р «Про визначення адміністративних центрів та затвердження територій територіальних громад Одеської області», увійшло до складу Бородінської селищної територіальної громади.
19 липня 2020 року, в результаті адміністративно-територіальної реформи і ліквідації Тарутинського району, село увійшло до складу новоутвореного Болградського району.

## Населення
Згідно з переписом УРСР 1989 року чисельність наявного населення села становила 111 осіб, з яких 47 чоловіків та 64 жінки.
За переписом населення України 2001 року в селі мешкало 89 осіб.

### Мова
Розподіл населення за рідною мовою за даними перепису 2001 року:
| Мова       | Відсоток |
| ---------- | -------- |
| болгарська | 73,03 %  |
| молдовська | 11,24 %  |
| російська  | 11,24 %  |
| українська | 3,37 %   |
| гагаузька  | 1,12 %   |